# Cimochy (rejon wołkowyski)
Cimochy (biał. Цімахі; ros. Тимохи) – wieś na Białorusi, w obwodzie grodzieńskim, w rejonie wołkowyskim, w sielsowiecie Gniezno, przy linii kolejowej Wołkowysk – Brzostowica. W źródłach występuje także nazwa Timochy.
W dwudziestoleciu międzywojennym leżały w Polsce, w województwie białostockim, w powiecie wołkowyskim, w gminie Biskupice.